# 国王自由選挙

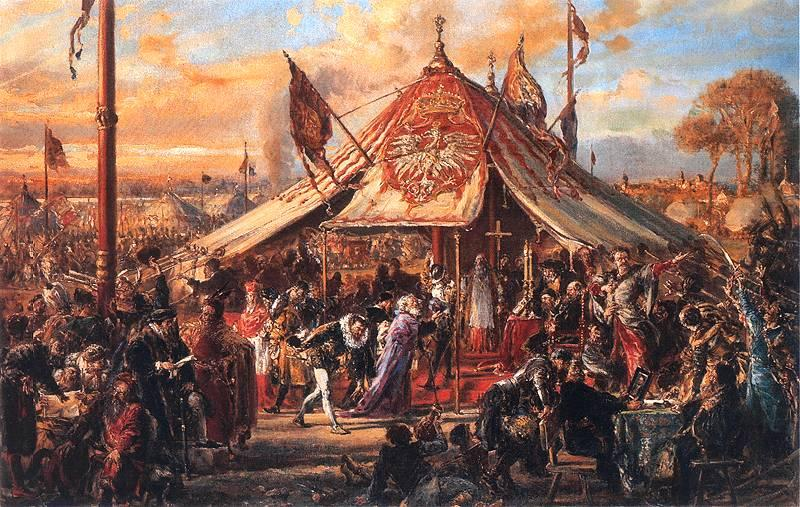
最初の自由選挙となった、1573年のヘンリク・ヴァレズィの国王選出、ヤン・マテイコ画

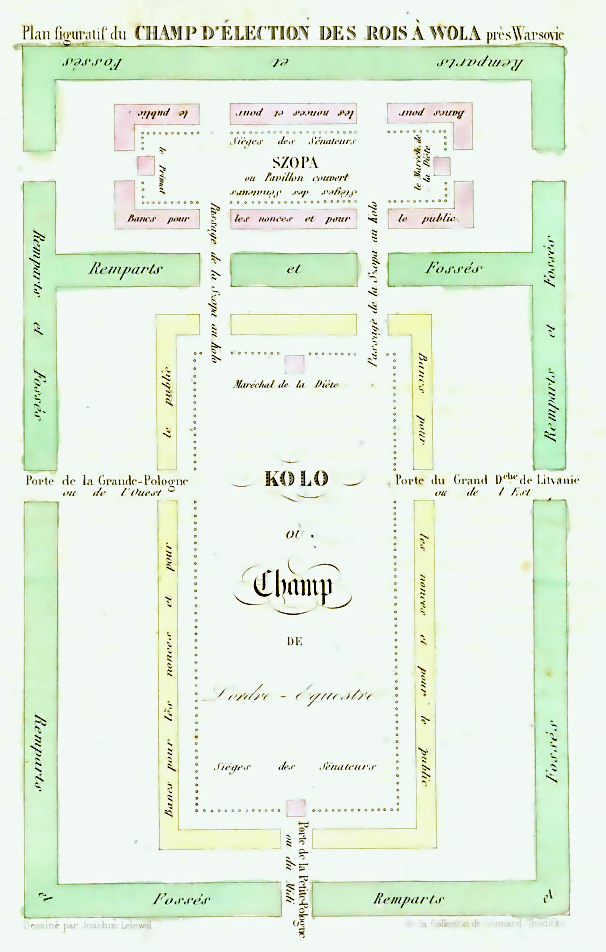
ワルシャワ郊外のヴォーラでの選挙会場の設営プラン

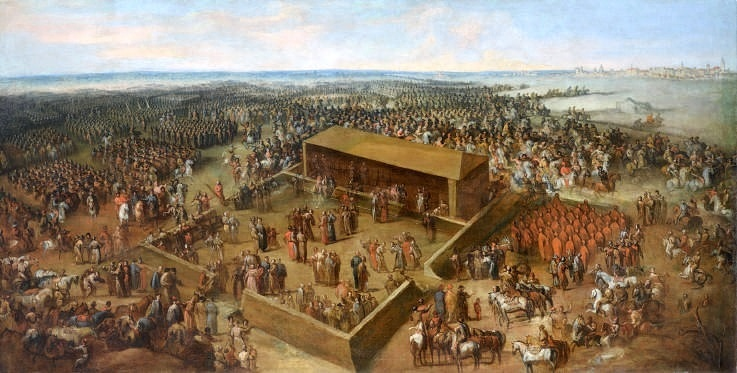
ヴォーラにおけるアウグスト2世の国王選出、 ジャン＝ピエール・ノルブラン・ド・ラ・グルデーヌ画

国王自由選挙（こくおうじゆうせんきょ、ポーランド語：wolna elekcja）は、ポーランド・リトアニア共和国において実施されていた、国王を血統上の権利ではなく個人的資格によって選ぶための選挙制度。1572年から1791年まで行われていたが、5月3日憲法の成立とともに廃止された。

## 概要
国王選挙の実施は、1386年にリトアニア大公ヨガイラを、ポーランド第2の王朝ヤギェウォ朝の始祖としてポーランド王に選出したのが実際の始まりである。この選挙制原理は2世紀近くにわたって続いたヤギェウォ朝の統治期にも影響し続けたが、新しい統治者を承認する程度の意味合いしか持たなかった。
1572年、ジグムント2世アウグストが子供を残さずに死んだため、ヤギェウォ朝は断絶した。空位期が始まると、連合共和国の存続を不安に感じていた政治階級（シュラフタ）は、新王を未定としたまま以下の取り決めに合意した。まず、主権を国教であるカトリック教会の首座大司教に引き渡し、インテレクス（ラテン語で「空位期の君主」）とすること。貴族の組織するコンフェデラツィア（ポーランド語：konfederacja、連盟）が各地域の統治の任務を引き受けること。そして、1573年に成立したワルシャワ連盟協約により、国内の多宗教の共存を認めて平和を保つことである。しかし最も重要な決定は、次期国王を選挙で選び、最終的に召集議会（sejm konwokacyjny）によって承認するというものだった。選挙の導入はヤン・ザモイスキを中心とするポーランド南部の貴族たちの主導で決定され、選挙権は投票を望む全ての男性シュラフタ（貴族、参政権者）に与えられることが決まった。
貴族たちは各県（ヴォイェヴツトフォ）で投票を行い、地元選出の代議員が各候補の得票数をセナト（共和国元老院）に伝えた。元老院議長が国王の選出を布告し、首座大司教が新王に祝福を与えた。
国王選挙はワルシャワ郊外のヴィエルカ・ヴォーラ（現在の市域の西部、ヴォーラ）で開かれた。最も不穏な選挙は1575年と1587年の選挙で、支持者の違う貴族たちの間で喧嘩が起きた。選出過程が終わると、選挙王はパクタ・コンヴェンタと呼ばれる、自身が国事行為に関して自らが従う詳細な契約を、選挙人である貴族たちとの間に結ぶことを義務付けられていた。この契約内容には、最初の選挙王であるアンリ・ド・ヴァロワ（ヘンリク・ヴァレズィ）の名前にちなむヘンリク条項と呼ばれる事項が必ず含まれていた。
ヤギェウォ朝最後の国王であったジグムント・アウグストは1529年にヴィヴェンテ・レゲ（「（前の）国王の存命中に」次期後継者を決定する制度）によって国王に選出されていた。1660年頃、ヤン2世カジミェシュ・ヴァザの王妃ルドヴィーカ・マリア・ゴンザーガも、この制度を利用しようと試みた。この手続きの狙いは国王の政治権力の継続性を高める、王権強化政策の一環でもあった。
1697年以後、国王選挙は外国軍の軍事的圧力の下で実施されたため、「自由」選挙としての性格を失った。最も多くの貴族たちが参加したのは1573年の最初の選挙で、この時には4万人から5万人が投票したと言われる。2番目に投票者数が多かったのはその次の1575年の選挙であるが、1万2千人が参加しただけであった。
自由選挙は国王の権威を弱め、候補者の支持をめぐって各選挙区（県）の中で争いを起こさせ、外国の王家がポーランド国内に干渉しやすくさせた。自由選挙の廃止は、4年議会（1788年 - 1792年）が5月3日憲法において断行した重要な改革の一つだった。

## 歴代
国王自由選挙は廃止されるまでに13回実施され、以下の国王を選出している。
- ヘンリク・ヴァレズィ（フランス出身、在位1573年 - 1574年）
- アンナ・ヤギェロンカ（在位1575年 - 1596年）
- ステファン・バトルィ（ハンガリー出身、在位1576年 - 1586年）
- ジグムント3世ヴァザ（スウェーデン出身、在位1587年 - 1632年）
- ヴワディスワフ4世ヴァザ（在位1632年 - 1648年）
- ヤン2世カジミェシュ・ヴァザ（在位1648年 - 1668年）
- ミハウ・コルィブト・ヴィシニョヴィエツキ（在位1669年 - 1673年）
- ヤン3世ソビェスキ（在位1674年 - 1696年）
- アウグスト2世モツヌィ（ザクセン出身、在位1697年 - 1706年）
- スタニスワフ・レシュチニスキ（在位1704年 - 1709年）
- アウグスト2世モツヌィ（ザクセン出身、在位1709年 - 1733年）
- スタニスワフ・レシュチニスキ（在位1733年 - 1736年）
- アウグスト3世サス（ザクセン出身、在位1733年 - 1763年）
- スタニスワフ・アウグスト・ポニャトフスキ（在位1764年 - 1795年）